# Salvador (Torres Novas)
Salvador ist ein Ort und eine ehemalige Gemeinde (Freguesia) im portugiesischen Kreis Torres Novas. Die Gemeinde hatte 2227 Einwohner (Stand 30. Juni 2011).
Am 29. September 2013 wurden die Gemeinden Torres Novas (Salvador), Torres Novas (Santiago) und Torres Novas (Santa Maria) zur neuen Gemeinde União das Freguesias de Torres Novas (Santa Maria, Salvador e Santiago) zusammengeschlossen.